# Ковалёв, Сергей Митрофанович
Серге́й Митрофа́нович Ковалёв (24 сентября 1913, Милославичи — 7 декабря 1990) — советский философ, специалист в области этики и социальной философии, доктор философских наук (1954), профессор АОН, заведующий отделом пропаганды в Управлении пропаганды и агитации ЦК ВКП(б), директор Госполитиздата. 

## Биография
В 1960-65 гг. работал в журнале «Проблемы мира и социализма» (Прага). Учебник «Диалектический и исторический материализм», подготовленный коллективом авторов под общей редакцией Ковалёва, выдержал несколько изданий и был переведён на иностранные языки. Брат философа А. М. Ковалёва.

## Публикации

### Монографии
- Коммунистическое воспитание трудящихся. М., 1960
- О коммунистическом воспитании. М., 1966
- О человеке, его порабощении и освобождении. М., 1970
- Формирование социалистической личности. М., 1980
- Воспитание и самовоспитание. М., 1986
- Самовоспитание социалистической личности. М., 1986

### Учебники
- А.П. Бутенко, Зотов А.Ф., В.Ж. Келле и др. Диалектический и исторический материализм / Общая редакция С. М. Ковалёва. — М. : Политиздат, 1971.